# 박준병 (1933년)
박준병(朴俊炳, 1933년 6월 21일 ~ 2016년 7월 3일)은 대한민국의 군인 출신 정치인이다.
본관은 태안이고 충청북도 옥천 출생이며 호는 청산(靑山)이다.

## 주요 이력
- 1979년 육군 제20기계화보병사단장
- 1979년 당시 20사단 사단장 시절 전두환에 의해 수행된 12.12 군사 반란 시에 병력을 지원하였다.
- 1980년 5·18 광주 민주화 운동 때 진압을 수행한 20사단장이었다.
- 1980년 육군본부 인사참모부장
- 1981년 육군 보안사령관
- 1984년 육군 대장 예편
- 1995년 자유민주연합 부총재

## 학력
- 1946년 청산국민학교 졸업
- 1949년 대전중학교 졸업
- 1952년 대전고등학교 졸업
- 1956년 대한민국 육군사관학교 12기 문학사
- 1960년 서울대학교 사학과 학사
- 1963년 육군보병학교 졸업
- 1964년 대한민국 육군포병학교 졸업
- 1965년 대한민국 육군기갑학교 졸업
- 1968년 대한민국 육군대학 졸업
- 1971년 대한민국 국방대학교 행정 학사
- 1984년 국민대학교 대학원 사학과 인문과학 석사

## 박준병을 연기한 배우
- 김태종 《제5공화국》 (2005년) - MBC 드라마
- 공재민 - 《서울의 봄》 (2023년) - 영화

## 역대 선거 결과
|  | 64.70% |

|  | 49.16% |

|  | 50.87% |

|  | 36.16% |

|  | 25.70% |

## 같이 보기
- 보은군·옥천군·영동군 (1973년 선거구)
- 보은군·옥천군·영동군 (1988년 선거구)
- 보은군의 국회의원
- 옥천군의 국회의원
- 영동군의 국회의원